# Paroisse d'Elgin
Cet article concerne la localité canadienne. Pour le village voisin, voir Elgin (Nouveau-Brunswick). Pour les autres significations, voir Elgin.
La paroisse d'Elgin est à la fois une paroisse civile et un ancien district de services locaux (DSL) canadien du comté d'Albert, située dans le Sud-Est du Nouveau-Brunswick au Canada. Le DSL recoupe les limites de la paroisse civile d'Elgin, exception faite du village d'Elgin, compris dans le DSL d'Elgin Centre. Dans le cadre de la réforme de la gouvernance locale du 1er janvier 2023, le territoire du DSL a été réparti entre la ville de Salisbury, le village de Three Rivers et le district rural de Sud-Est.

## Toponyme

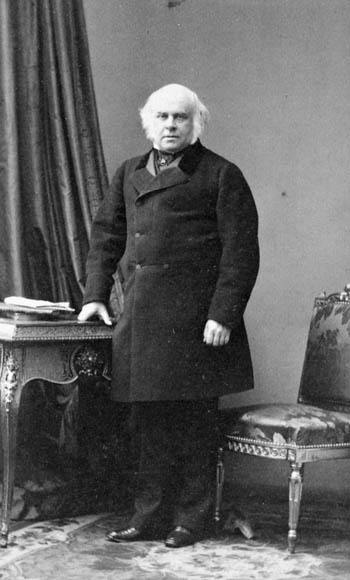
Le comte d'Elgin.

La paroisse est nommée ainsi en l'honneur de James Bruce, 8e comte de Elgin, gouverneur général du Canada.

## Géographie

### Situation
La paroisse est bordée au sud-ouest par le comté de Kings, au nord-ouest par le comté de Westmorland, au nord par les paroisses de Coverdale et Hillsborough et enfin au sud-est par les paroisses d'Alma et de Harvey. La rivière Little traverse la paroisse.
Aucune route importante dessert la paroisse, mais une petite portion de la route 114 passe dans la forêt au sud-ouest du territoire.

### Logement
L'ensemble de la paroisse d'Elgin comptait 610 logements privés en 2021, dont 485 occupés par des résidents habituels. Parmi ces logements, 96,9 % sont individuels, 0,0 % sont jumelés, 0,0 % sont en rangée, 0,0 % sont des appartements ou duplex et 0,0 % sont des immeubles de moins de cinq étages . 30,9 % des logements sont habités par une personne, 42,3 % par 2 personnes, 13,4 % par 3 personnes, 7,2 % par 4 personnes et 5,2 % par 5 personnes ou plus.

### Villages et hameaux
La paroisse comprend les hameaux de Church Hill, Churchs Corner, Ferndale, Forest Hill, Goshen, Harrison Settlement, Hillside, Little River, Mapleton, Meadow, Midland, Parkindale, Pleasant Vale, Prosser Brook, River View et Ross Corner. Une partie de Portage Vale est situé dans le territoire, l'autre étant dans la paroisse de Salisbury.

## Histoire
La paroisse d'Elgin est située dans le territoire historique des Micmacs, plus précisément dans le district de Sigenigteoag, qui comprend l'actuel côte Est du Nouveau-Brunswick, jusqu'à la baie de Fundy. La frontière du territoire malécite, situé non loin à l'Ouest, faisait l'objet de combats entre les deux peuples.
La paroisse de Salisbury est érigée en 1787 dans le comté de Westmorland, à partir d'un territoire non-constitué à l'ouest des paroisses d'Hopewell et d'Hillsborough. Le comté d'Albert est créé en 1845 à partir d'une portion du comté de Westmorland; il inclut la paroisse de Salisbury. La paroisse d'Elgin est séparée de la paroisse de Salisbury en 1847.
Des colons originaires de la vallée de la rivière Petitcodiac s'établissent au bord des rivières Coverdale et Pollet et sont rejoints par quelques immigrants après 1810. L'actuel DSL d'Elgin est d'ailleurs fondé en 1811 par John Geldart. La haute vallée de la rivière Kennebecasis est ensuite peuplée par des colons originaires de sa basse vallée, à partir de 1820. À la même époque, le sud de la paroisse est colonisé par des gens originaires de Saint-Jean. Prosser Brook est fondé en 1829 par John Prosser, un soldat démobilisé du West India Rangers Goshen, d'origine anglaise. La plupart des soldats de ce régiment s'installent toutefois à Ranger Settlement. Goshen est fondé vers 1830 par des colons originaires de la basse vallée de la rivière Kennebeccasis. Midland est fondé la même année, toutefois par des gens originaires de la vallée de la rivière Petitcodiac. C'est un immigrant anglais, George Golwnad, qui fonde Gowland Mountain vers 1829 ou plus tard. Pleasant Vale est fondé en 1831 par des colons originaires de la vallée de la rivière Petitcodiac. Mapleton est un village agricole fondé en 1845 par des gens d'Elgin. Roxburgh est fondé vers 1848, sous le nom Roxborough, par des immigrants écossais. Kent Settlement est fondé vers 1859, probablement par des Irlandais originaires des localités du chemin Shepody.
La municipalité du comté d'Albert est dissoute en 1966. La paroisse d'Elgin devient un district de services locaux en 1967.

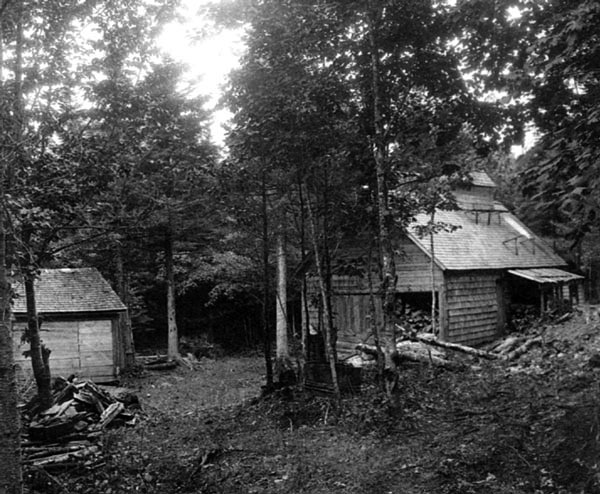
La sucrerie (cabane à sucre) R. W. Stiles, de Mapleton, vers 1924.
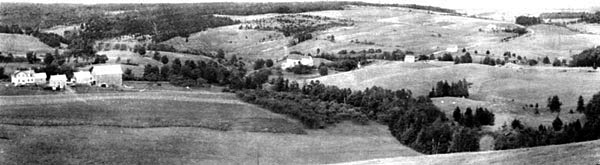
Vue de Mapleton vers 1925.

## Démographie
Il y avait 1064 habitants en 2021 contre 892 en 2016, soit une augmentation de 19,3 % en 5 ans. Au regard de la population, la paroisse d'Elgin se classe au 158e rang de la province.
| 2001  | 2006 | 2011 | 2016 | 2021  |
| ----- | ---- | ---- | ---- | ----- |
| 1 004 | 973  | 968  | 892  | 1 064 |

```
Statistiques Canada 2016
[
19
]
```

## Économie
Entreprise Fundy, membre du Réseau Entreprise, a la responsabilité du développement économique.
L'économie de la paroisse d'Elgin est basée sur l'agriculture.

## Administration

### Comité consultatif
En tant que district de services locaux, la paroisse d'Elgin est administré directement par le Ministère des Gouvernements locaux du Nouveau-Brunswick, secondé par un comité consultatif élu composé de cinq membres dont un président.
| Période                                  | Période | Identité | Étiquette | Qualité |
| ---------------------------------------- | ------- | -------- | --------- | ------- |
|                                          |         |          |           |         |
|                                          |         |          |           |         |
|                                          |         |          |           |         |
| Les données manquantes sont à compléter. |         |          |           |         |

### Commission de services régionaux
La paroisse d'Elgin fait partie de la Région 7, une commission de services régionaux (CSR). Contrairement aux municipalités, les DSL sont représentés au conseil par un nombre de représentants proportionnel à leur population et leur assiette fiscale. Ces représentants sont élus par les présidents des DSL mais sont nommés par le gouvernement s'il n'y a pas assez de présidents en fonction. Les services obligatoirement offerts par les CSR sont l'aménagement régional, l'aménagement local dans le cas des DSL, la gestion des déchets solides, la planification des mesures d'urgence ainsi que la collaboration en matière de services de police, la planification et le partage des coûts des infrastructures régionales de sport, de loisirs et de culture; d'autres services pourraient s'ajouter à cette liste.

### Représentation et tendances politiques
Nouveau-Brunswick: La paroisse d'Elgin fait partie de la circonscription provinciale d'Albert, qui est représentée à l'Assemblée législative du Nouveau-Brunswick par Mike Holland, du Parti progressiste-conservateur. Il fut élu en 2018.
 Canada: La paroisse d'Elgin fait partie de la circonscription fédérale de Fundy Royal, qui est représentée à la Chambre des communes du Canada par Rob Moore, du Parti conservateur. Il fut élut lors de la 44e élections générale, en 2021. il avait et précédemment élu en 2006, en 2008, en 2011, en 2019.

## Vivre dans la paroisse d'Elgin
Elgin compte un bureau de poste. Le détachement de la Gendarmerie royale du Canada le plus proche est situé à Petitcodiac.
Le quotidien anglophone est Telegraph-Journal, publié à Saint-Jean, et le quotidien francophone est L'Acadie nouvelle, publié à Caraquet.

## Culture

### Personnalités
- Howard Douglas Graves (1838-1910), agriculteur, éleveur et homme d'affaires est né dans la paroisse d'Elgin[25]